# Théodrade
Théodrade née vers 785 et morte un 9 janvier entre 844 et 853 est l'aînée des enfants issus du mariage de Charlemagne, roi des Francs et empereur d'Occident et de Fastrade. Elle fut abbesse d'Argenteuil.

## Biographie
Elle est l'aînée des trois filles de Charlemagne et de Fastrade, mais le douzième enfant du roi des Francs.

### L'Abbaye Notre-Dame d'Argenteuil

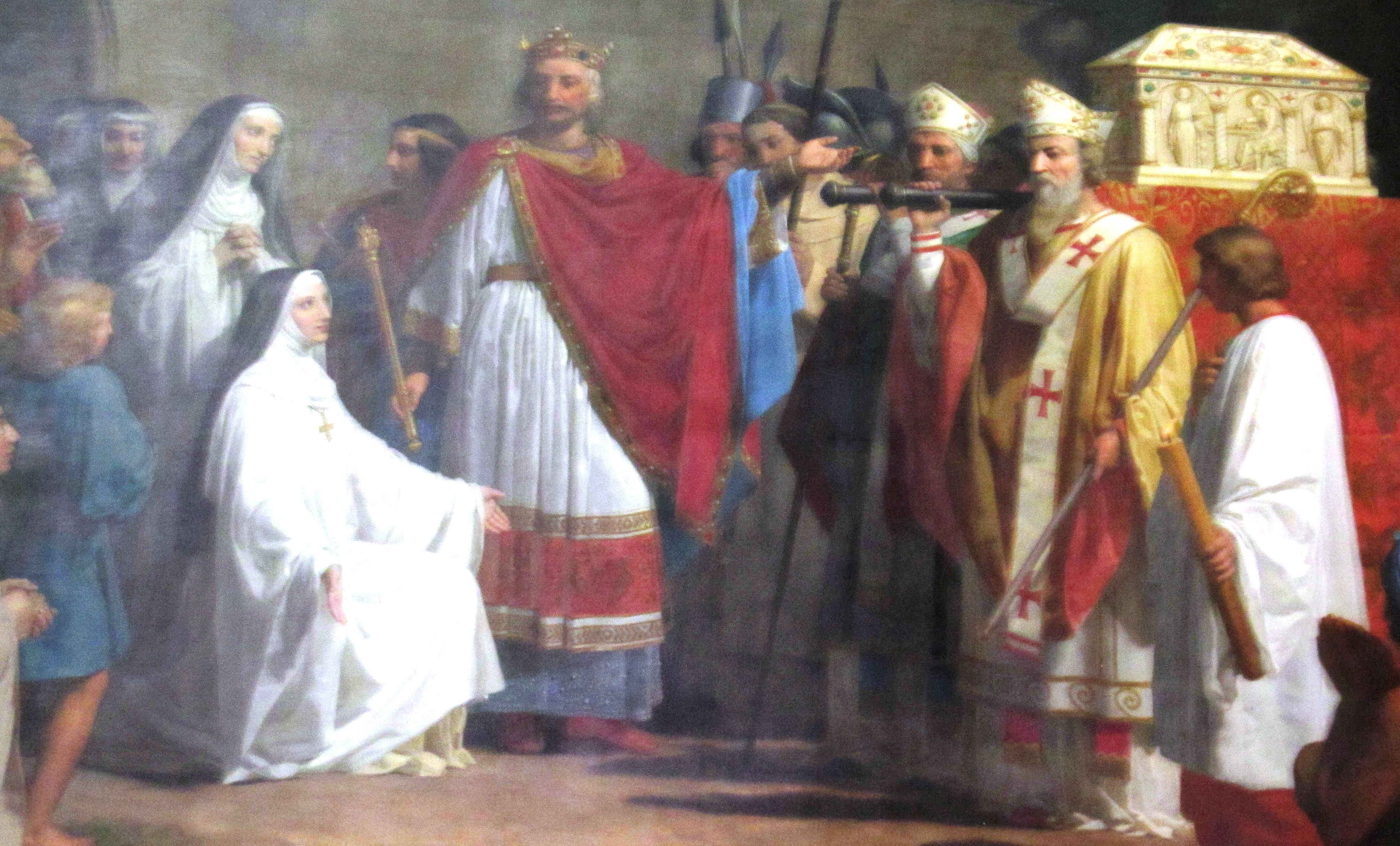
Réception de Sainte-Tunique au prieuré d'Argenteuil par Bouterwek (1806-1867) Classé MH (1996).

En 814, elle est mentionnée comme abbesse d'Argenteuil, mais on ignore si elle est entrée dans les ordres du vivant de son père ou si elle a été forcée d'entrer au couvent à l'avènement de son demi-frère Louis le Pieux. Un document plus tardif, probablement de l'année 828, indique cependant que Théodrade tenait Argenteuil de son père. Le document de 828 susmentionné précise que Théodrade a eu l'abbaye d'Argenteuil sous la condition qu'elle revînt ensuite à l'abbaye de Saint-Denis, sauf si cette dernière y renonçait : le transfert de l'abbaye relevait donc de manière autonome de Saint-Denis indépendamment du roi carolingien. 
Selon Hugues III d'Amiens, évêque de Rouen au XIIe siècle, Charlemagne aurait offert à l'abbaye de sa fille un vêtement de Jésus, relique qui aurait été tissée par sa mère la Vierge Marie. Ce peut être l'indice que Théodrade fut abbesse du vivant de son père, mais l'information reste très tardive et ne peut être considérée comme déterminante. Le tissu, qui daterait du Ier ou du IIe siècle, fit l'objet d'un pèlerinage à partir du XVe siècle.

### L'abbaye de Münsterschwarzach
Alors que les Vikings dévastent la région de Paris où se trouve l'abbaye, Théodrade s'enfuit vers la partie orientale de l'empire franc et se réfugie dans l'abbaye de Münsterschwarzach fondée par sa mère Fastrade de Franconie vers 780. Elle en devient abbesse et pendant les années qui suivent y applique la réforme monastique de saint Benoît d'Aniane.
La dernière mention de Théodrade sur une charte de l'abbaye est datée du 9 janvier 844. Un document du 21 juillet 853 signale qu'Hildegarde, fille de Louis le Germanique, cesse d'être abbesse de Münsterschwarzach pour devenir abbesse de Zürich. On peut en conclure que Théodrade est décédée dans l'intervalle.